# Thalassomya bureni
Thalassomya bureni är en tvåvingeart som beskrevs av Wirth 1949. Thalassomya bureni ingår i släktet Thalassomya och familjen fjädermyggor. Inga underarter finns listade i Catalogue of Life.